# Cyprien Richard
Cyprien Richard nació el 27 de enero de 1979 en Thonon-les-Bains (Francia), es un esquiador que ha ganado 1 Medalla en el Campeonato del Mundo (1 de plata) y tiene 1 victoria en la Copa del Mundo de Esquí Alpino (con un total de 4 podiums).

## Resultados

### Campeonatos Mundiales
- 2011 en Garmisch-Partenkirchen, Alemania
  - Eslalon Gigante: 2.º
- 2013 en Schladming, Austria
  - Eslalon Gigante: 19.º

### Copa del Mundo

#### Clasificación general Copa del Mundo
- 2007-2008: 54.º
- 2008-2009: 57.º
- 2009-2010: 45.º
- 2010-2011: 26.º
- 2011-2012: 42.º
- 2012-2013: 71.º
- 2013-2014: 63.º
- 2014-2015: 116.º

#### Clasificación por disciplinas (Top-10)
- 2010-2011:
  - Eslalon Gigante: 3.º
- 2011-2012:
  - Eslalon Gigante: 8.º

#### Victorias en la Copa del Mundo (1)

##### Eslalon Gigante (1)
| Fecha              | Lugar     |
| ------------------ | --------- |
| 8 de enero de 2011 | Adelboden |